# Vittorio Ambrosio
Vittorio Ambrosio (Torí 28 de juliol de 1879 - Alassio 19 de novembre de 1958) va ser un general italià famós per la seva ràpida victòria a la Invasió de Iugoslàvia d'abril 1941. Ambrosio va participar en la primera i Segona Guerra Mundial. Va ser negociador a l'armistici d'Itàlia del 8 setembre 1943.

## Biografia
Vittorio Ambrosio va néixer a Torí d'una família burgesa. Va cursar a l'Acadèmia militar de Mòdena graduant-se com a oficial de cavalleria, i successivament va participar en les guerres colonials d'Itàlia. Va ser tinent a la guerra italo-turca a Líbia distingint-se el 1912. El 1932 va ser ascendit a general de Divisió.

Durant la Segona Guerra Mundial va obtenir una ràpida victòria a la conquesta de la part costanera de Iugoslàvia a l'abril 1941, que li va donar fama internacional. El II Exèrcit Italià (Seconda Armata) sota el comandament d'Ambrosio va travessar la frontera iugoslava immediatament poc després de l'atac alemany, enfrontant-se al VII Exèrcit Iugoslau, que va oferir escassa resistència esfondrant-se sota els precisos i violents atacs italians, aconseguint ocupar en pocs dies parts d'Eslovènia i de Croàcia i tota la costa de Dalmàcia. En efecte l'11 d'abril les tropes italianes sota el comandament d'Ambrosio van començar l'atac, precedit per violents bombardejos aeris italians de Spalato i Cattaro. El 12 els italians van conquerir Ljubljana i el 15 la divisió «Torino» entrava victoriosament a Spalato. El 16 els italians van entrar a Ragusa de Dalmàcia des de Zadar, unint-se amb les tropes italianes procedents d'Albània. El 17 d'abril tota la costa dàlmata estava en poder italià: els iugoslaus estaven completament derrotats i milers d'ells es rendien sense combatre des d'aleshores. El 18 d'abril Iugoslàvia es va rendir oficialment. El general Vittorio Ambrosio al comandament de les divisions italianes va ser successivament felicitat pel mateix Mussolini, que va elogiar la seva anomenada 'blitzkrieg-guerra llampec italiana- a la part adriàtica de Iugoslàvia.
| «                                                                            | A Istria el general Ambrosio estava al comandament de la Seconda Armata (composta per 9 divisions regulars i 4 divisions motoritzades més una de tancs) que tenia planificada la conquesta de Lubiana i de tota la costa de Dalmàcia. A l'enclavament italià de Zadar el general Giglioli manava una guarnició de 9.000 soldats, que havia d'atacar Spalato i Ragusa. A Albània el general Biroli estava sota el comandament de la Novena Armata (composta per 4 divisions, amb algunes tropes d'albanesos) que ocuparia Montenegro i Erzegovina. Tots els objectius italians van ser assolits en a penes sis dies d'atac. | » |
| — Alberto Becherelli a Italia e Stato Indipendente Croato (1941-1943) (2012) | |   |

Al mateix temps Vittorio Ambrosio va rebre la Gran Creu de l'Orde Militar de Savoia, per les seves brillants operacions militars a Iugoslàvia.
Des de maig fins finals de 1941 Ambrosio va ser a càrrec militarment del Governatorato di Dalmazia i de la part costanera italiana de l'Estat independent de Croàcia d'Ante Pavelić, aconseguint una relativa pacificació de la inicial guerrilla de Josip Broz Tito.
El setembre del 1943, Ambrosio va ajudar a negociar un armistici amb els Aliats. Les negociacions van trigar més temps de l'esperat, el que va permetre a les forces alemanyes ocupar gran part d'Itàlia.
Ambrosio va ser finalment deposat al càrrec d'Inspector General de l'Exèrcit per Pietro Badoglio al novembre de 1943 davant la insistència dels aliats que no confiaven en ell.

## Condecoracions
Comendador de l'Orde Militar de Savoia

 Medalla guerra italo-turca

 Medalla guerra italo-austríaca 1915–1918 (4 anys)

  Medalla Commemorativa de la Unificació Italiana

 Medalla italiana de la Victòria